# Evangelische Kirche (Seelbach)

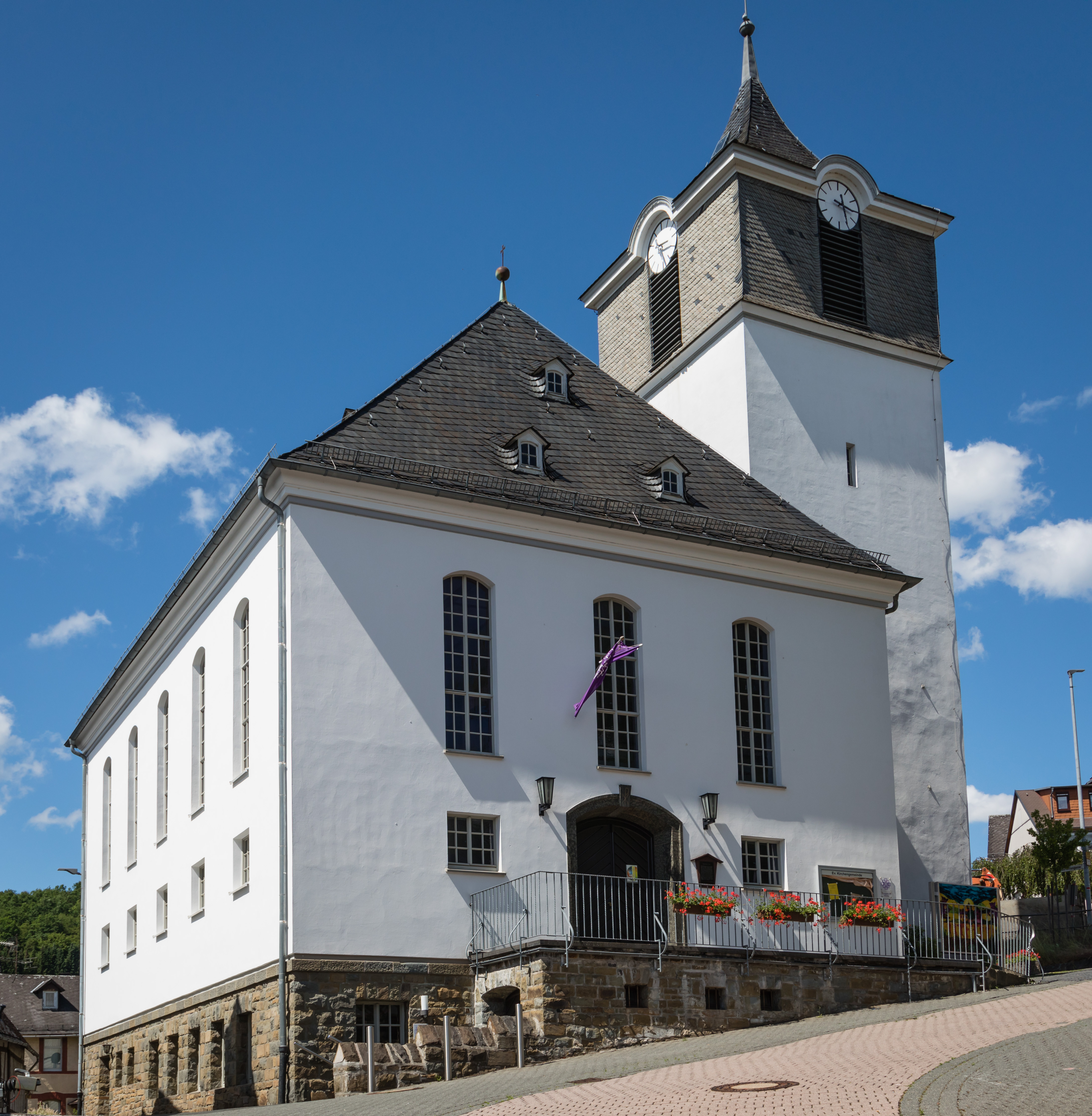
Evangelische Kirche (Seelbach)

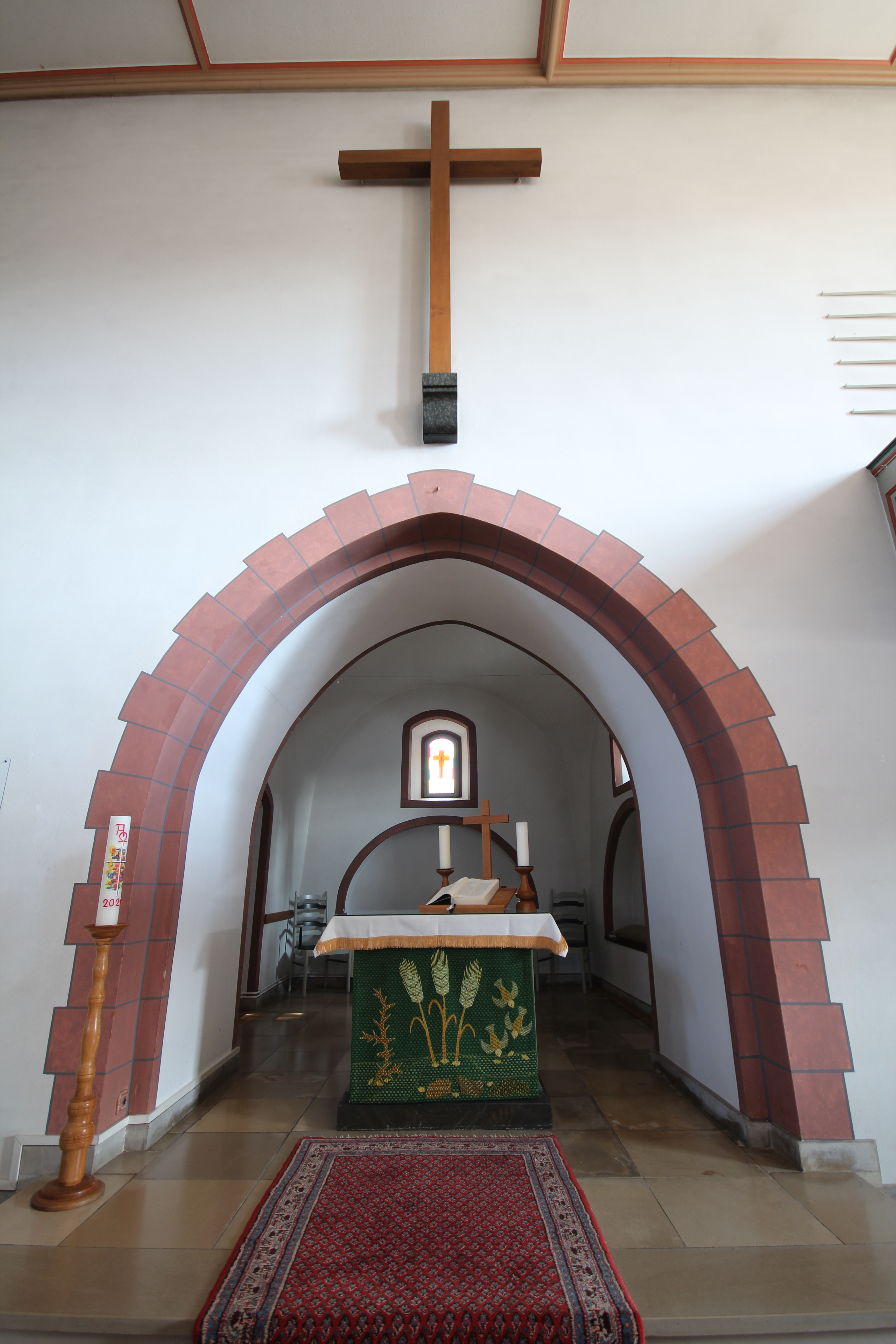
Chorbogen mit Altar

Die evangelische Kirche Seelbach ist ein denkmalgeschütztes Kirchengebäude, das in Seelbach steht, einem Stadtteil von Herborn im Lahn-Dill-Kreis (Hessen), der vor seiner Eingemeindung Herbornseelbach hieß. Die Kirchengemeinde gehört zum Dekanat an der Dill der Propstei Nord-Nassau in der Evangelischen Kirche in Hessen und Nassau.

## Architektur
Vom Vorgängerbau ist nur der quadratische, spätromanische Chorturm erhalten. Das querrechteckige, mit einem schiefergedeckten Walmdach bedeckte Kirchenschiff wurde anstelle des längsrechteckigen des Vorgängerbaus an ihn 1952/1953 nach Westen angefügt. Zu dieser Zeit wurde der Turm mit einem Geschoss aus verschindelten Holzfachwerk aufgestockt, das die Turmuhr und den Glockenstuhl beherbergt. Darauf wurde ein spitzer Helm gesetzt. 

## Ausstattung
Die dreiseitig umlaufenden Emporen auf Stützen aus Stahlrohr erhielten die Brüstungen des Vorgängers von 1770. Ein gedrückter Chorbogen verbindet den mit einem Kreuzgratgewölbe überspannten Chor im Erdgeschoss des Turms mit dem Kirchenschiff. Von der Kirchenausstattung sind die Kanzel von 1647, der Altar aus der Zeit um 1700 sowie das Orgelgehäuse aus dem letzten Drittel des 19. Jahrhunderts erhalten. 

## Orgel

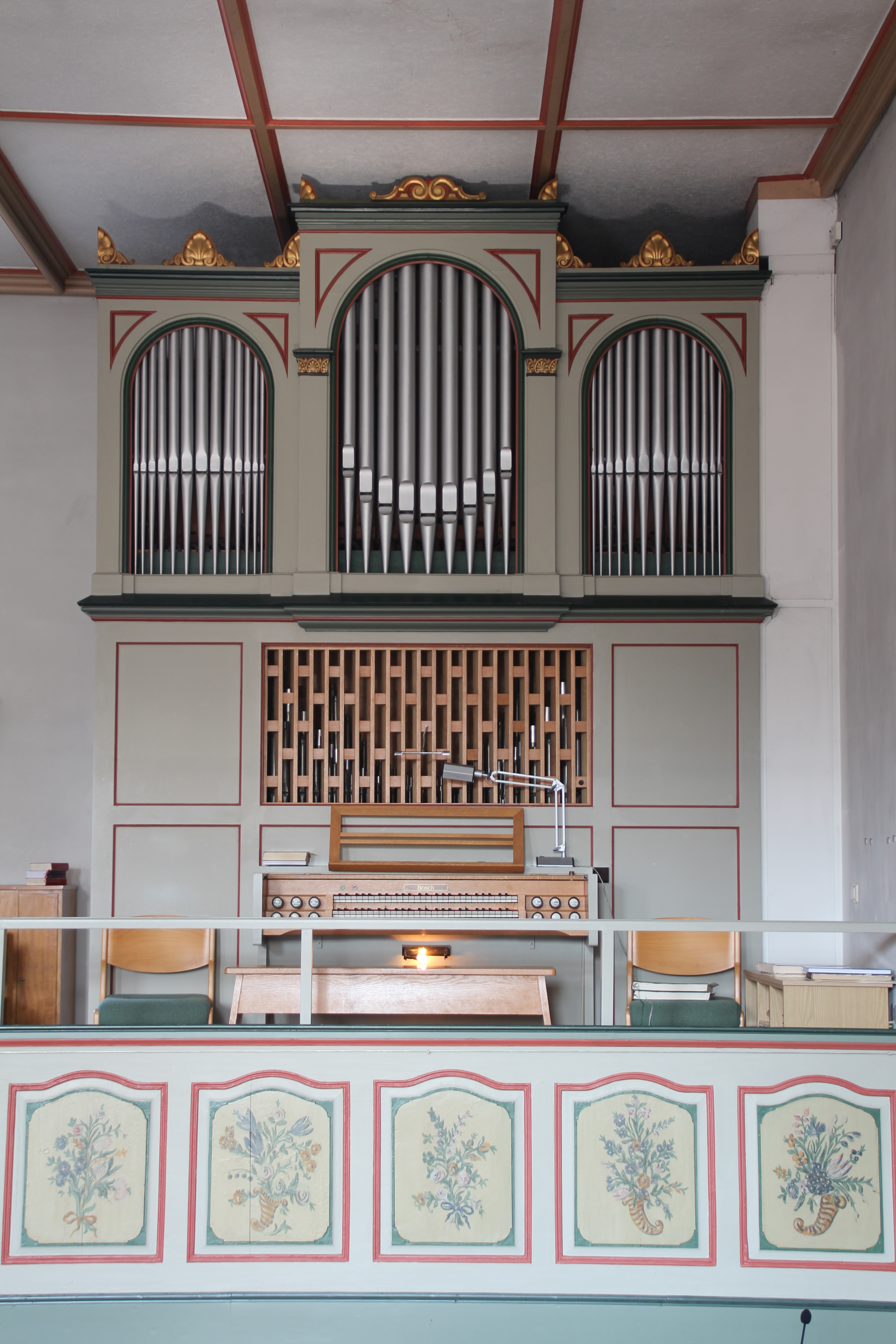
Bosch-Orgel hinter dem historischen Prospekt

Die Orgel wurde 1975 von der Firma Werner Bosch Orgelbau aus Kassel gebaut. Das Gehäuse, die Registerknöpfe und einige Register wurden aber von der Vorgängerorgel von Gustav Raßmann (1884 oder 1870) wiederverwendet. Die Orgel verfügt über zwölf Register, die auf zwei Manual und Pedal verteilt sind. Die Disposition lautet wie folgt:
| I Hauptwerk C–f3 |       |
| Principal        | 8′    |
| Hohlflöte        | 8′    |
| Octave           | 4′    |
| Flöte dolce      | 4′    |
| Octave           | 2′    |
| Mixtur IV        | 1 ⁄3′ |

| II Brustwerk C–f3 |       |
| Lieblich Gedackt  | 8′    |
| Salicional        | 4′    |
| Metallflöte       | 2′    |
| Quinte            | 1 ⁄3′ |

| Pedal C–d1 |     |
| Subbass    | 16′ |
| Violonbass | 8′  |

- Koppeln: II/I, I/P, II/P